# Michel Hanus
Pour les articles homonymes, voir Hanus.
Michel Hanus, né à Belval-sous-Châtillon le 6 août 1936 et mort à Paris 15e le 2 avril 2010, est psychiatre, psychologue et psychanalyste français.

## Parcours de formation et professionnel
Il est docteur en médecine, ancien interne des hôpitaux psychiatriques et des hôpitaux de Paris. Il soutient en 1993 une thèse doctorale de psychologie, intitulée Contribution à l'étude des phénomènes du deuil. Il exerce durant une vingtaine d'années comme psychiatre libéral et crée en mars 1995 l'association Vivre son deuil (devenue Vivre son deuil Île-de-France, puis Empreintes - Accompagner le deuil), dirige la Société de thanatologie et fonde de la Fédération européenne « Vivre son deuil » en 2001. Il soutient la fondation d'un comité national d’éthique du funéraire (2001). Il enseigne à Paris, à Genève et à Montréal. Il est l'auteur de nombreux ouvrages sur la mort et le deuil du point de vue génétique, psychanalytique et psychothérapeutique. 

## Publications
- (coll.) Le grand livre de la mort à l'usage des vivants, Albin Michel, coll. « Spiritualité »,  (ISBN 2226178465)
- avec Marie-Frédérique Bacqué, Le Deuil, PUF, coll. « Que sais-je ? », 2003,  (ISBN 2-13-051933-4)
- La résilience, à quel prix ? Éditions Maloine, 2001,  (ISBN 2-224-02729-X)
- avec Pascal Millet, Michel Debout, Jean-Jacques Chavagnat, « Le deuil après suicide », in Études sur la mort, no 127, 2005, L'Esprit du temps,  (ISBN 2-84795-059-1)
- Les deuils dans la vie. Deuils et séparations chez l'adulte et chez l'enfant, avec une préface de Serge Lebovici, Maloine, 2007,  (ISBN 978-2-224-02971-5)
- avec Olivier Louis, Psychiatrie de l'étudiant, Maloine, rééd. 2003,  (ISBN 2-224-02771-0)
- Psychiatrie et soins infirmiers, Maloine, 1999, coll. « Diplômes et études infirmiers »,  (ISBN 2-224-02390-1)
- La mort d'un parent : le deuil des enfants, Vuibert, 2008,  coll. «Espace éthique»,  (ISBN 2711714144)
- Les enfants en deuil, éd. Frison-Roche, 1998, coll. «Face à la mort»,  (ISBN 2876712652)